# Euploca salicoides
Euploca salicoides är en strävbladig växtart som först beskrevs av Adelbert von Chamisso, och fick sitt nu gällande namn av J.I.M.Melo och Semir. Euploca salicoides ingår i släktet Euploca och familjen strävbladiga växter. Inga underarter finns listade i Catalogue of Life.